# Ядренко Михайло Йосипович
Миха́йло Йо́сипович Ядре́нко (*16 квітня 1932 с. Дрімайлівка, Куликівського району, Чернігівської області — †28 вересня 2004 м. Київ) — український математик, професор, доктор фізико-математичних наук, член-кореспондент Національної академії наук України. З 1966 по 1998 завідував кафедрою Теорії ймовірностей та математичної статистики Київського університету імені Тараса Шевченка.

## Життєпис
Михайло Ядренко народився у селі Дрімайлівці Куликівського району Чернігівської області. В 1950—1955 роках навчався на механіко-математичному факультеті Київського університету імені Тараса Шевченка, де слухав лекції видатних математиків та педагогів Миколи Боголюбова, Бориса Гнєденка, Йосипа Гіхмана. Ще в студентські роки під їх керівництвом він почав займатися науковими дослідженнями та опублікував свою першу наукову роботу, в якій вивчались властивості випадкових блукань.
Під час перебування в аспірантурі в Київському університеті (1955—1958) він почав вивчати нові на той час класи випадкових функцій — однорідні та ізотропні випадкові поля. Ці дослідження знайшли відображення в його кандидатській дисертації.
Після закінчення аспірантури Ядренко працює на кафедрі математичного аналізу та теорії ймовірностей Київського університету імені Тараса Шевченка. Він віддає багато сил та енергії для розвитку шкільної математичної освіти, організації математичних олімпіад, виданню сучасних посібників з елементарної математики та комбінаторики, а також збірників задач з математичних олімпіад.
В 1966 році Михайло Ядренко призначений завідувачем кафедри теорії ймовірностей та математичної статистики, яку він очолював 32 роки. Під його керівництвом на кафедрі проводилися дослідження в галузі спектральної теорії випадкових полів (якій була присвячена докторська дисертація), асимптотичних методів теорії ймовірностей, теорії стохастичних диференціальних рівнянь, прикладних ймовірнісних та статистичних задач. Кафедра неодноразово визнавалася найкращою кафедрою університету.
З 1970 року починає виходити заснований за ініціативою Михайла Ядренка науковий журнал «Теорія ймовірностей та математична статистика» (з 1992 року — українською мовою). Це видання відіграло значну роль у розвитку всесвітньо відомої київської школи теорії ймовірностей. З 1974 року Американське математичне товариство перевидає цей журнал англійською мовою. У 1968 році Михайло Ядренко засновує також видання періодичного науково-популярного збірника «У світі математики», який з 1995 року перетворюється в унікальний науково-популярний, методичний та історичний журнал з математики під такою ж назвою, розрахований на широке кого шанувальників математики — від школяра до професіонала-математика.
Як науковець, Михайло Ядренко знаний у світі своїми роботами з теорії випадкових полів та стохастичного аналізу. Він опублікував понад 200 наукових праць у цій області, значна частина яких перевидана англійською мовою в США та інших країнах. Огляд одержаних ним результатів з теорії випадкових полів наведено у статті В. В. Булдигіна, Ю. В. Козаченка, М. М. Леоненка «О работах М. И. Ядренко по теории случайных полей» (Український математичний журнал, 1992, т. 44, № 11). Особливо слід відзначити монографію рос. "Спектральная теория случайных полей" (Київ: Вища школа, 1980), яка стала настільною книгою для спеціалістів з випадкових полів, перевидана англійською мовою в США (1983 р.) та відзначена премією міністерства освіти України.
Михайлу Ядренку належить побудова спектральної теорії однорідних та ізотропних полів у евклідовому і гільбертовому просторах, а також у гіперболічному просторі. Ці результати були використані ним і його учнями для розв'язання важливих задач лінійного прогнозування і фільтрації випадкових полів. Він заклав основу нового напрямку в теорії випадкових полів — теорії Марковських випадкових полів. Надалі теорія Марковських випадкових полів отримала свій розвиток у роботах, пов'язаних із задачами статистичної фізики і квантової теорії поля.
Учений отримав ряд визначних результатів щодо аналітичних властивостей вибіркових функцій випадкових полів. Зокрема, ним було знайдено умови неперервності, аналітичності та квазіаналітичності випадкових полів. Крім цього, Михайло Ядренко дослідив багато важливих питань статистики випадкових полів. Так, він отримав умови абсолютної неперервності та сингулярності мір, які відповідають гаусівським випадковим полям, розробив ефективні методи розв'язання статистичних задач для випадкових полів: задач екстраполяції, фільтрації, інтерполяції, оцінки коефіцієнтів регресії.
Михайло Ядренко провів низку важливих досліджень у галузі прикладної теорії ймовірностей (оптимальні методи профілактики і контролю якості продукції, статистичне моделювання шумів у напівпровідниках, статистичний аналіз датчиків випадкових чисел, статистичні задачі теорії надійності, статистичне моделювання розподілів з випадковою інтенсивністю).
За цикл робіт з теорії випадкових полів Михайлові Ядренку було присуджено премію НАН України імені академіка Миколи Митрофановича Крилова.
Михайло Ядренко є засновником та науковим керівником відомої школи з випадкових полів та процесів. Серед його учнів 45 кандидатів фізико-математичних наук, 10 з яких захистили докторські дисертації. Це член-кореспондент НАН України В. В. Анісімов, професори В. Л. Гірко, Ю. В. Козаченко, О. І. Клесов, М. М. Леоненко, Ю. Д. Попов, Д. С. Сільвестров, Н. М. Зінченко, М. П. Моклячук, А. Б. Качинський.
Його лекції відрізнялися математичною чіткістю, логічною послідовністю, високим науковим рівнем та, разом з тим, доступністю викладання матеріалу. Можна без перебільшення сказати, що значна частина відомих українських спеціалістів з теорії ймовірностей та математичного аналізу познайомились з цими розділами математики на лекціях Михайла Ядренка. Михайло Ядренко опублікував 24 підручники та навчальних посібники з різних розділів математики. Серед них слід зазначити один із найкращих підручників рос. "Теория вероятностей и математическая статистика" (Київ: Вища школа, 1988), який був написаний у співавторстві з Йосипом Гіхманом та Анатолієм Скороходом, а також унікальний збірник задач з теорії ймовірностей, створений разом з Анатолієм Скороходом, Анатолієм Дороговцевим та Дмитром Сильвестровим, який перевиданий англійською мовою в США (1997).

Ядренко (другий зліва) на прийомі у президента Кучми

Михайло Ядренко вперше в Україні у 1995 році почав читати лекції з актуарної математики і теорії ризику (проте подібні лекції ще до більшовицького перевороту читав у Київському університеті професор Дмитро Граве, котрий опублікував три російськомовних підручники по згаданій темі) та у співавторстві з М. М. Мішурою, М. М. Леоненком та В. М. Пархоменко опублікував перший навчальний посібник українською мовою з економетрики, сучасної актуарної та фінансової математики.
Михайло Ядренко є одним з ініціаторів введення в Київському університеті нової для України математичної спеціальності «Статистика» та в 1997—2001 роках був одним з керівників великомасштабного міжнародного проєкту «Статистичні аспекти економіки» у рамках програми TEMPUS-TACIS Європейської співдружності.
Понад 40 років він був постійним організатором шкільних математичних олімпіад різного рівня та математичних гуртків для школярів та студентів. З 1970 року очолював журі Всеукраїнських олімпіад для школярів. Багато років виступав з лекціями з математики для школярів на українському телебаченні. Михайло Ядренко заснував збірник науково-популярних статей для школярів «У світі математики», незмінним редактором якого він був з 1968 по 1991 рік. 1995 року він заснував однойменний журнал «У світі математики» і був його першим редактором. Також він був керівником Всеукраїнської заочної фізико-математичної олімпіади, яка проводиться журналом «У світі математики». Наказом МОН України № 945 від 13.10.2010 року Всеукраїнським турнірам юних математиків присвоєно ім'я видатного вченого і педагога, фундатора вітчизняної системи роботи з обдарованими юними математиками М. Й. Ядренка — Всеукраїнські турніри юних математиків.
Він був віце-президентом Київського математичного товариства, членом бюро відділення математики НАН України, головним редактором нового журналу «Прикладна статистика, актуарна та фінансова математика», заступником головного редактора журналу «Теорія ймовірностей та математична статистика», членом редакційної колегії міжнародного журналу англ. "Random Operators and Stochastic Equations".